# Богданова, Ирина Анатольевна
Ирина Анатольевна Богданова (октябрь 1957, Псковская область) — российская писательница, Номинант Патриаршей Литературной премии (2017), лауреат литературных премий: имени Аксакова (2020) за роман «Многая лета» и премии «Югра» (2020).

## Биография
Окончила Ленинградское Высшее Педагогическое училище № 4 (1976) по специальности воспитатель детского сада. Исходя из опыта дошкольного воспитания, решила написать книгу для детей. Первые произведения сразу стали востребованными, и вскоре книги стали выходить постоянно.

## Произведения
Всего в издательстве «Сибирская благозвонница» вышли девятнадцать книг и одна книга в издательстве «Белый город». Детская повесть «Сказочная азбука» была включена в Федеральную программу «Культура России». На конкурсе «Просвещение через книгу» Издательского Совета РПЦ отмечены романы «Мера бытия» (2015), «Дом, где тебя ждут» (2016), «Я спряду тебе счастье» (2017), «Отзвуки времени» (2018), «Несёт меня лиса» (2020) — в номинации «Лучшее художественное произведение», а также дилогия «Жизнь как на ладони» (2017) — в номинации «Лучшая книга для детей и юношества».
Выходные данные и тиражи взяты с сайта livelib.ru.

### Книги для детей
- Богданова И. А. Большая русская сказка о том, как Оля и Коля тридесятое царство спасали, Сибирская благозвонница, 2009. 240 стр. Тираж: 7000 экз. ISBN 978-5-91362-283-9
- Богданова И. А. Сказка про куклу зерновушку и волшебные игрушки, Сибирская благозвонница, 2010. 200 стр. Тираж: 7000 экз. ISBN 978-5-91362-305-8
- Богданова И. А. Сказка о весёлых чудесах и их маленькой хозяйке, Сибирская благозвонница, 2011, 2014. ISBN 978-5-91362-457-4
- Богданова И. А. Истории из Котофейска, Сибирская благозвонница, 2012. 256 стр. Тираж: 5000 экз. ISBN 978-5-91362-509-0
- Богданова И. А. Большая русская сказка, Белый город, 2013, 271 стр. Тираж 5000 экз. ISBN 978-5-7793-3018-3
- Богданова И. А. Сказочная азбука, Сибирская благозвонница, 2015. 336 стр. Тираж: 5000 экз. ISBN 978-5-91362-640-0

### Книги для юношества
- Богданова И. А. Жизнь как на ладони", кн.1, Сибирская благозвонница, 2011. 624 стр. Тираж: 10000 экз. ISBN 978-5-91362-362-1
- Богданова И. А. Жизнь как на ладони", кн.2, Сибирская благозвонница, 2011. 608 стр. Тираж: 10000 экз. ISBN 978-5-91362-438-3
- Богданова И. А. Мечта длиною в лето, Сибирская благозвонница, 2013. 590 стр. ISBN 978-5-91362-640-1

### Романы
- Богданова И. А. Три Анны, Сибирская благозвонница, 2012. 780 стр. ISBN 978-5-91362-569-4
- Богданова И. А. Фарфоровая память, Сибирская благозвонница, 2014. 672 стр. ISBN 978-5-91362-784-1
- Богданова И. А. Неувядаемый цвет, Сибирская благозвонница, 2015. 688 стр. ISBN 978-5-91362-903-6
- Богданова И. А. Мера бытия, Сибирская благозвонница, 2015. 736 стр. ISBN 978-5-91362-977-7
- Богданова И. А. Дом, где тебя ждут, Сибирская благозвонница, 2016. ISBN 978-5-906853-30-1
- Богданова И. А. Я спряду тебе счастье, Сибирская благозвонница, 2017. ISBN 978-5-906911-16-2
- Богданова И. А. Отзвуки времени, Сибирская благозвонница, 2019. 752 стр. ISBN 978-5-00127-027-0
- Богданова И. А. Многая лета, Сибирская благозвонница, 2020. 752 стр. ISBN 978-5-00127-140-6
- Богданова И. А. Мера бытия, изд.2-е, перераб. и доп., Сибирская благозвонница, 2020. 799 стр. ISBN 978-5-00127-195-7
- Богданова И. А. Несёт меня лиса, Сибирская благозвонница, 2020. 496 стр. ISBN 978-5-00127-184-0
- Богданова И. А. Уроки каллиграфии, Сибирская благозвонница, 2021. 573 стр. ISBN 978-5-00127-222-9
- Богданова И. А. Вальс под дождём, Сибирская благозвонница, 2022. 574 стр. ISBN 978-5-00127-279-3
- Богданова И.А. Круг перемен, Сибирская благозвонница, 2022. 572 стр. ISBN 978-5-00127-342-4
- Богданова И.А. Мир всем, Сибирская благозвонница, 2023. 587 стр. ISBN 978-5-00127-408-7